# Konflikten i Papua
Konflikten i Papua er en væbnet konflikt. Papua er den vestlige del af øen Ny Guinea, og har siden 1963 været en provins i Indonesien.

## Konfliktens forløb
- "I januar 1962" erklærede præsident Sukarno Vest-Irian (Irian Barat) som indonesisk "territorium, og det kom til" væbnede sammenstød mellem "nederlandske og indonesiske" styrker da indoneserne forsøgte at landsætte styrker i området; efter "kraftig press fra USA og FN måtte Nederland gå med på at FN midlertidig skulle overta administrasjonen av Vest-Irian, og at området skulle overlates til Indonesia fra 1. mai 1963".[2]
- Frihedsbevægelsen OPM, Frit Papua-bevægelsen, blev stiftet i 1964, efter at Indonesien havde overtaget området fra hollænderne. De har base i nabolandet Papua Ny Guinea og herfra har bevægelsen kæmpet mod det indonesiske herredømme med attentater og gidseltagning.[1] [2]
- I 1996 blussede en latent konflikt op mellem lokalbefolkningen (melanesiere) og indonesiske indflyttere i mineindustrien. Misfornøjelsen var hovedsagelig rettet mod det delvis amerikanskejede selskab Freeport Indonesia, som ved byen Timika har et stort minekompleks med cirka 14.000 arbejdere; Melanesiske stammer har angrebet selskabets ejendomme og hævder at minedriften "har betydelige ulemper for lokalbefolkningen".[2]
- Øst-Timors løsrivelse fra Indonesien i 1999 medførte stigende aktivitet fra OPM.[2] President Wahid gav i 2001 efter for nogle af OPMs krav, blandt andet udvidet selvstyre og eget flag. Wahids efterfølger Megawati Sukarnoputri strammede dog op igen og flaget blev igen forbudt. [2]
- I 2003 underskrev Sukarnoputri, trods protester fra Papua-nationalister, et dekret som delte Papua i tre adskilte provinser, heriblandt Papua Barat (Vest Papua iflg. OPM). I 2004 erklærede forfatningsdomstolen tredelingen af Papua ulovlig, samtidig med at de godkendte etableringen af Papua Barat som provins. [2]

## Dødsfald
- 241 blev dræbt i 2022.[3]
- 123 blev dræbt i 2021.[3]
- Dødsfald totalt: Mellem 100.000 og 500.000 er blevet dræbt i konflikten.[4][5]